# Boxeo en Australia
El Boxeo de Australia Sociedad Mercantil (BAL) es el cuerpo de gobernado por el federación deportiva de boxeo amateur en Australia. La BAL entrena y vigila los representantes del Boxeo Olímpico de Australia. En todas partes Australia, el desarrollo de boxeo es en las manos del BA. La Comisión de Deportiva Australiana (ASC, siglas en inglés), el Comité Olímpico Australiano (AOC, siglas en inglés), la Asociación de Juegos de la Mancomunidad (ACGA, siglas en inglés), y la Asociación de Boxeo Internacional (AIBA, siglas en inglés) ha reconocido que Boxeo de Australia es la Organización Deportiva Nacional para el boxeo.

## Desarrollo
Un componente crítico del núcleo del negocio del Boxeo de Australia son nuestros programas de áreas y desarrollo. Esta es la esencia de nuestro deporte. El desarrollo juega una función vital en animar a los participantes para aprender y disfrutar del boxeo. La Federación de Boxeo Nacional Australiana, es la organización que gobierna el Boxeo Profesional en Australia.

## Delegados de Asociación del miembro
| Nombre          | Función                              |
| --------------- | ------------------------------------ |
| Theresa Warwick | Delegada de boxeo de la ACT          |
| Michael Fawcett | Delegado de boxeo de Australia (NSW) |
| Byron Davis     | Delegado de boxeo NT                 |
| Mark Evans      | Delegado de boxeo de Queensland      |
| Allison Goodes  | Delegado de boxeo SA                 |
| Scott Bailey    | Delegado de boxeo de Tasmania        |
| Dave Tajante    | Delegado de boxeo de Victoria        |
| Geoff Peterson  | Delegado de boxeo WA                 |